# Stemodia durantifolia
Stemodia durantifolia es una especie de planta con flores conocida con el nombre común de contrayerba. Es nativa en el continente americano, incluyendo México y los desiertos de California y Arizona. Crece en hábitat ribereño. Es una hierba perenne que produce una especie de cabello, tiene tronco glandular y erecto de 10 a 70 centímetros de altura. Los dientes de las hojas en forma de lanza se encuentran en pares o tríos en los nudos del tallo. La inflorescencia es un racimo de flores violetas, a cada centímetro de larga corola coronada por un cáliz peludo y sépalos punteados. La planta puede ser vista en floración la mayor parte del año.